# 조지 2세
조지 2세(영어: George II of Great Britain, 독일어: Georg II, 1683년 11월 9일 ~ 1760년 10월 25일)는 영국과 하노버 선제후국의 선제후(재위: 1727년 ~ 1760년)이다. 조지 1세와 조피 도로테아의 아들이며 프로이센 왕비 하노버의 조피 도로테아의 오빠이다. 그는 빅토리아 여왕의 고조할아버지이다 .

## 생애
조지 2세의 어머니인 조피 도로테아는 부정을 저질렀다는 이유로 남편인 조지 1세에 의해 감금되었는데, 이때 조지 1세는 아들이 어머니와 만나는 것도 엄격하게 통제했다. 이 일로 인해 아버지에게 반감을 가지게 된 조지 2세는 왕세자 시절부터 조지 1세와 공공연히 대립했고 자신이 머물던 레스터 하우스에서 월폴 등과 어울렸다.
조지 2세는 건장한 체격에 왕으로서 위엄있는 외모를 가지고 있었다. 그는 영어 외에도 프랑스어와, 이탈리아어, 독일어를 유창하게 했으며 역사에 관심이 많았다. 또한 음악에 조예가 깊고 오페라를 좋아했으며 독일 출신의 음악가인 조지 프레드릭 헨델의 최대 후원자였다. 헨델은 조지 2세를 위해 그의 대관식 찬가인 《사제 사독》을 비롯해 《왕궁의 불꽃놀이》 등 많은 작품을 썼다. 조지 2세는 생애 전반에 걸쳐 군인처럼 규칙적인 일과를 보냈고 군사 방면에도 관심을 보여 1743년에 있었던 데팅겐 전투에서는 직접 전투를 지휘하기도 했다.

## 가족 관계
조지 2세는 1705년에 할머니인 팔츠의 조피의 소개로 안스바흐의 캐롤라인과 결혼했다. 총명하고 아름다운 캐롤라인은 그의 좋은 조언자이자 정치적 동지였다. 그러나 부부는 아들인 웨일스 공 프레더릭과는 사이가 좋지 않았다. 프레더릭은 정치적으로 조지 2세의 반대세력인 토리당과 잦은 접촉을 했고 조지 2세는 이것을 못마땅하게 여겼다. 이들의 불화는 프레더릭이 조지 2세보다 먼저 세상을 떠나면서 끝났다.그렇게 요절한 웨일스 공 프레더릭를 대신하여 프레더릭 왕자의 장남이자 손자인 조지 3세가 1760년 할아버지 조지 2세가 사망하자 하노버 왕조의 3번째 국왕으로 즉위한다.

## 일화
- 1743년에 《메시아》가 런던 왕립극장에서 초연되었을 당시, 할렐루야의 합창 부분에서 조지 2세가 감격해 일어섰다. 국왕이 기립하자 나머지 관객들도 기립했고 이후로 메시아가 공연될 때에는 같은 부분에서 청중이 기립하는 것이 관례가 되었다는 일화가 있다.[1]

## 왕의 죽음
1760년 조지 2세는 아내 캐롤라인의 죽음을 겪으면서 정신장애(우울장애, 조현병)가 생겼으며, 내과질환인 당뇨병을 앓기도 했다. 한쪽 눈의 시력을 잃고 청력도 약해진 그는 결국 1760년 10월 25일 아침에 대동맥류로 인한 우심실 파열로 사망했다. 그의 시신은 성공회 교회인 웨스트민스터사원에 있는 아내의 묘소 옆자리에 묻혔다.

## 왕비와 자녀
- 왕비 : 브란덴부르크안스바흐의 캐롤라인
  - 웨일스 공 프레더릭(1707~1751) 왕태자(조지 3세의 부친)
  - 프린세스 로열 앤(1709~1759) 오라녜 공 빌럼 4세와 결혼
  - 아멜리아 소피아(1711~1786)
  - 캐롤라인 엘리자베스(1713~1757)
  - 조지 윌리엄(1717~1718)
  - 윌리엄 오거스터스(1721~1765) 컴벌랜드 공작
  - 메리(1723~1772) 헤센카셀방백 프리드리히 2세와 결혼
  - 루이즈(1724~1751) 덴마크와 노르웨이의 국왕 프레데리크 5세와 결혼

- 애첩 : 아멜리아 폰 발모덴
  - 요한 루트비히(1736~1811)

## 참고 문헌
- 《이야기 영국사》, 김현수, 청아출판사, 2006

| 전임 제임스 2세 | 케임브리지 공작 1706년~1727년 6월 11일 | 후임 아돌푸스 |

| 전임 제임스 스튜어트 | 웨일스 공 콘월 공작 로스시 공작 1714년~1727년 6월 11일 | 후임 프레더릭 |

| 전임 아버지 조지 1세 | 영국 국왕 아일랜드의 왕 브라운슈바이크뤼네부르크 선제후 1727년 6월 11일~1760년 10월 25일 | 후임 손자 조지 3세 |